# ジョージ・フィッシャー
ジョージ・フィッシャー（George Fisher、1970年7月8日 - ）は、アメリカ合衆国のミュージシャン、ボーカリストである。
デスメタルバンド「カンニバル・コープス」のボーカルとして著名。「コープスグラインダー（Corpsegrinder）」のステージネームでも知られる。

## 来歴
1991年、フィッシャーはサフォケイションのアルバム『Effigy of the Forgotten』で初めて公式にスタジオに登場した。
1995年末、クリス・バーンズの後任ボーカルとしてカンニバル・コープスに加入。
フィッシャーはデスコア・バンド、スーサイド・サイレンスのアルバム『You Can't Stop Me』の「Control」でゲスト・ボーカルを務めている。2014年にはJob for a Cowboyのアルバム『Sun Eater』の 「The Synthetic Sea」と2021年にフィッシャーはボストンのメタルコア・バンド、アイス・ナイン・キルのアルバム『The Silver Scream 2: Welcome to Horrorwood』の「Take Your Pick」でゲスト・ボーカルを務めた。
フィッシャーはアニメ『Metalocalypse』シリーズに時折ゲスト声優として出演し、メタル・マスクの暗殺者の声を担当している。また、デスロックのリード・ヴォーカリスト、ネイサン・エクスプロージョンというキャラクターのインスピレーションの源でもあり、彼はコープスグラインダーに似た外見と演奏スタイルを持っている。
2022年2月25日にソロアルバム『コープスグラインダー』をリリースした。

## 音楽スタイル
唸るようなデスグロウルとシャウトを駆使したボーカルスタイルを得意とする。ライブでは長い髪を扇風機のように豪快に振り回すヘッドバンギングを披露する。
太い首がトレードマークで、フィッシャー本人によるとその首の太さは、若いころからのヘッドバンギングとウェイトリフティングの組み合わせによるものとのこと。

## 私生活
メリーランド州ボルチモアに誕生。結婚していて2人の娘がいる。カンニバル・コープスに加入する前は、ボルチモア地域でdriller'sのアシスタントとして活動していた。1996年にカンニバル・コープスに加入。
フィッシャーは、デス、デスクロク、スレイヤー、モービッド・エンジェル、ナパーム・デス、ジュダス・プリースト、ブラック・サバス、モーター・ヘッド、ディオ、マーシー・フルフェイト、クリーター、メガデス、アイアン・メイデン、メタリカなどのメタルバンドの大ファンである。

## ディスコグラフィー

### Cannibal Corpse
- Vile (1996)
- Gallery of Suicide (1998)
- Bloodthirst (1999)
- Gore Obsessed (2002)
- The Wretched Spawn (2004)
- Kill (2006)
- Evisceration Plague (2009)
- Torture (2012)
- A Skeletal Domain (2014)
- Red Before Black  (2017)

### Monstrosity
- Imperial Doom (1992)
- Millennium (1996)

### Paths of Possession
- The Crypt of Madness (2003)
- Promises in Blood (2005)
- The End of the Hour (2007)

### Voodoo Gods
- Anticipation for Blood Leveled in Darkness (2014)

### Serpentine Dominion
- Serpentine Dominion (2016)

### Dethklok
- The Doomstar Requiem (2013) – voice of Metal Masked Assassin

### Suicide Silence
- You Can't Stop Me (2014) – guest vocals on track "Control"

### Job for a Cowboy
- Sun Eater (2014) – guest vocals on track "The Synthetic Sea"

### Suffocation
- Effigy of the Forgotten (1991) - guest vocals on tracks "Mass Obliteration" and "Reincremation"

### Ektomorf
- Aggressor (2015) - guest vocals on track "Evil by Nature"

### Heaven Shall Burn
- Wanderer (2016) - guest vocals on track "Prey to God"

### Transmetal
- México Bárbaro (1996) - guest vocals on tracks "México Bárbaro" and "Ceveline"

### Igorrr
- Distortion and Spirituality (2020) - guest vocals on track "Parpaing"